# Charles Comte (football)
Pour les articles homonymes, voir Comte (homonymie).
Charles Comte, appelé Charles Comte I pour le différencier de son frère[Qui ?] (né en Suisse en 1892 et mort à Genève le 28 décembre 1951), est un joueur (attaquant) puis entraîneur de football, ainsi qu'un journaliste suisse.

## Biographie

### Joueur

#### Club
Formé footballistiquement en Suisse, il commence sa carrière avec le club du Servette Genève lors du championnat de Suisse 1910-1911 où il remporte le groupe ouest.
Il part ensuite pour l'Italie et la Ligurie pour évoluer chez le Genoa CFC dans le championnat d'Italie 1911-1912, club avec qui il ne joue que trois matchs mais inscrit cinq buts.
Son apogée avec les rossoblu est lors de la première journée du championnat, le 15 octobre 1911, lors de la victoire génoise contre la Juventus FC, où Comte signe un triplé. Avec les Grifone, il se place à la troisième place du classement du tournoi majeur.
L'année suivante, après avoir joué quelques matchs amicaux estivaux avec le Genoa, il rejoint finalement le club du Savone Calcio puis en décembre le FBC Juventus. À la Juve, il n'inscrit qu'un seul but, lors du derby contre le Torino du 9 février 1913.
Il termine son expérience italienne en juillet 1914 avant de retourner au Servette FC, le club de ses débuts avec qui il remporte le titre de champion de Suisse puis vice-champion lors de la saison championnat de Suisse 1914-1915, perdant la finale contre le Brühl St. Gallen.
À Genève, il se retire en juin 1915,.
En 1919, il rejoint le FC Genève avec qui il termine à la cinquième place du groupe ouest lors de la saison championnat de Suisse 1919-1920.

#### Sélection
Comte ne compte en tout qu'une seule sélection avec l'équipe de Suisse, jouant une rencontre amicale disputée le 31 janvier 1915 à Turin contre l'Italie, match se finissant par 3 buts à 1 pour les azzurri, Comte égalisant à la 13e minute de jeu.

### Entraîneur
Durant la saison 1932-1933, il prend en charge l'équipe française du Hyères Football Club,, les rétrocédant en division régionale.

### Journaliste
Durant ses années à Genève, il collabore avec un quotidien gênois comme correspondant de la Suisse.